# Torre de San Telmo (Cantabria)

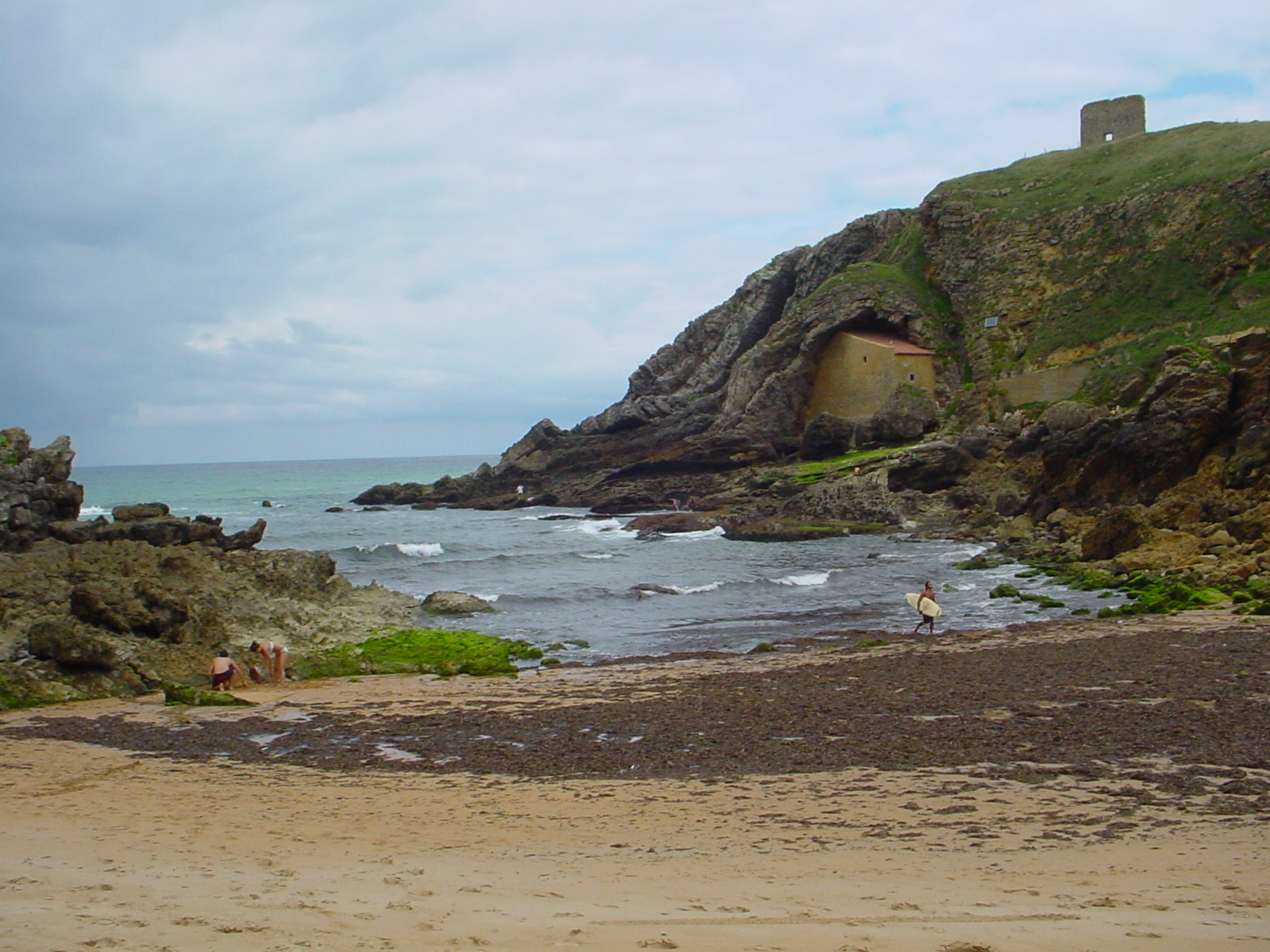
Vista desde Santa Justa.

El paredón de la torre de San Telmo es la ruina de una antigua atalaya medieval situada sobre un acantilado junto a la Playa de Santa Justa, cerca de Ubiarco, (municipio de Santillana del Mar, Cantabria). Data del siglo XIV. En el acantilado en el que se encuentra, también se alza la Ermita de Santa Justa.
De la edificación original tan sólo queda una pared y parte de otra, en ángulo de 90° con la primera; cada una de ellas conserva los huecos de sendas ventanas. Como patrimonio histórico, está protegida por la declaración genérica del Decreto 22/abril/1949 y por la Ley 16/1985.
Ya en 1632, según refiere el historiador, Javier Ortiz Real, se tiene conocimiento de una Cédula Real en la que se señala dicha "Mota Justa" como uno de los sitios que conforman el complejo defensivo costero. El nombre de Mota Justa le viene dado al lugar por la situación elevada en que está ubicada la torre medieval de planta cuadrada, pues "mota" significa "eminencia de poca altura", y, desde antiguo, a esta mota se la ha denominado como atalaya de San Telmo. El Nombre de San Telmo ha convivido con el de Santa Justa desde la época medieval al atribuirse a San Telmo un milagro por el cual salvó a varios pescadores del naufragio, en esta costa, cuando se dirigían en peregrinación a Santiago de Compostela.
Desde 2007 numerosos colectivos vienen denunciando el mal estado de conservación y su necesaria y urgente restauración, ante la pasividad de las autoridades. En marzo de 2020, el paredón de la Torre de San Telmo fue incluido en la Lista Roja del Patrimonio, que elabora la asociación Hispania Nostra y que recoge cerca de 800 monumentos españoles que corren el riesgo de desaparecer si no se actúa de inmediato. En concreto la asociación alertó en marzo de 2020 del "riesgo visible de derrumbe completo", a la vez que señalaba que el paredón "se encuentra en un estado ruinoso".
"Sólo se mantienen en pie algunas partes de dos de las paredes del edificio originario, conservando los huecos de dos ventanas. Las paredes que se conservan tienen grietas cada vez mayores y comienzan a desprenderse piedras en ambos parámentos", se recogía en el momento de la inclusión de la atalaya medieval en la Lista Roja del Patrimonio.
A pesar de las advertencias, nada se hizo por remediar la crítica situación de esta atalaya medieval, y en diciembre de 2020 se derrumbó parte de uno de los dos muros que aún perviven.